# Ivory (zeep)

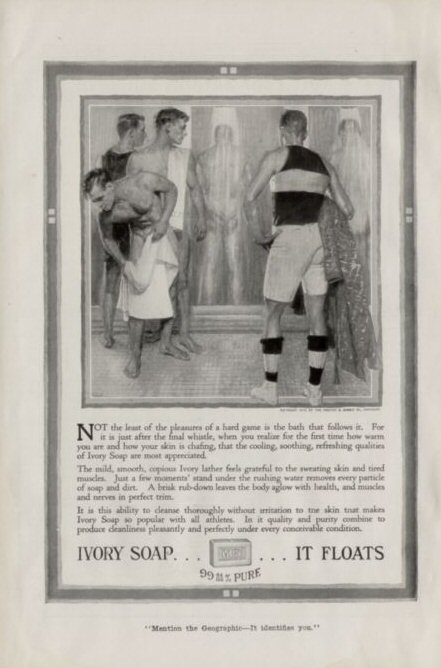
Ivory Soap...It floats.

Ivory is een van de oudste merknamen van het concern Procter & Gamble, dat huishoudelijke en persoonlijke verzorgingsproducten verkoopt over de hele wereld. Onder de naam Ivory worden sinds 1879 geparfumeerde zepen verkocht in Amerika. In de Verenigde Staten is de naam Ivory, Engels voor "ivoor", gemeengoed.
Procter & Gamble ontstond als de fusie van de bedrijven van William Procter, kaarsenmaker, en James Gamble, zeepmaker, in 1837 naar een idee van hun beider schoonvader Alexander Norris.
De formule voor het witgekleurde Ivory werd samengesteld door James N. Gamble, zoon van de oprichter, de eerste zepen werden verkocht in juli 1879 voor 10 cent per stuk. Het succes van Ivory veranderde P&G van een groot bedrijf in een multinational.
Volgens de folklore liet op een goede dag een medewerker in de fabriek per ongeluk de mixer te lang staan, waardoor de zeep met meer lucht werd vermengd dan het recept voorschreef. Het bedrijf zou de geruïneerde lading hebben willen verkopen in de hoop dat niemand een verschil zou opvallen. De papieren in de archieven verraden echter een doelbewuste ontwikkeling van het product. De unieke eigenschappen van de zeep worden weleens gedemonstreerd door blootstelling aan de straling in een magnetron.

De eerste reclameslogan van Ivory was "It Floats!", Het drijft!, geïntroduceerd in 1891. De andere klassiek geworden uitroep, "99 44/100 % Pure", was geïnspireerd door een onderzoek in een scheikundig laboratorium ingehuurd door Williams zoon Harley Procter om aan te tonen dat Ivory zuiverder was dan traditionele zepen. In de populaire Amerikaanse cultuur werd en wordt deze spreuk veel geparodieerd.
Vanwege de ouderdom van Ivory en de onmenselijke grootte van het internationale overkoepelende moederbedrijf wordt het P&G-concern soms aangeduid als de Ivory Towers, de spreekwoordelijke ivoren torens. De oorspronkelijke fabriek, de oude productielocatie in de stad Saint Bernard in Ohio, waar ook het onderzoekslaboratorium is gevestigd waar men onderzoek doet naar nog betere producten, staat bekend als Ivorydale, de ivoren vallei. In de noordwesthoek van Staten Island in New York ligt Port Ivory, zo genoemd naar de zeepfabriek die hier van 1907 tot 1991 heeft gestaan.
In de 21e eeuw is Ivory een kleine naam naar de maatstaven van P&G. Naast de gewone handzeep omvat de lijn ook vloeibare zeep en douchegel en andere producten voor de hygiënische verzorging van het menselijk lichaam.